# Stella del Mattino (Marvel Comics)
Stella del Mattino (Morning Star  in originale) è una supercriminale dell'Universo Marvel, membro del team russo Bogatyri.
Questo personaggio, creato da Roy Thomas, Dann Thomas e Dave Ross, è apparso per la prima volta in Avengers West Coast 87 (ottobre 1992).
Il vero nome di Stella del Mattino è Mariah Meshkov, una geologa che scopre un frammento di una misteriosa meteora, giunta sulla Terra durante l'evento di Tunguska. Il detrito conferisce a Mariah l'abilità di volare e di emettere degli intensi raggi di energia radioattiva.
Assieme al resto dei Bogatyri ha combattuto contro i Vendicatori della Costa Ovest.